# Sussex Championships
Die Sussex Championships waren offene internationale Meisterschaften im Badminton in England. Sie waren eines der bedeutendsten internationalen Badmintonturniere in der Anfangszeit des Sports und wurden erstmals 1905 Jausgetragen. In den ersten Jahren waren nur Spieler aus Sussex oder Spieler geboren in Sussex startberechtigt. Später wurden die Titelkämpfe in Open und County restricted geteilt. Mit der Ausbreitung des Badmintonsports über alle Kontinente verloren die Titelkämpfe in den 1970er Jahren an internationaler Bedeutung.

## Sieger
| Saison    | Herreneinzel    | Dameneinzel      | Herrendoppel                         | Damendoppel                         | Mixed                         |
| --------- | --------------- | ---------------- | ------------------------------------ | ----------------------------------- | ----------------------------- |
| 1905 1929 | keine Daten     | keine Daten      | keine Daten                          | keine Daten                         | keine Daten                   |
| 1930      | Donald C. Hume  | Betty Uber       | Donald C. Hume K. G. Livingstone     | Marjorie Barrett Violet Elton       | Donald C. Hume Betty Uber     |
| 1931 1933 | keine Daten     | keine Daten      | keine Daten                          | keine Daten                         | keine Daten                   |
| 1934      | Ralph Nichols   | Betty Uber       | Donald C. Hume Raymond M. White      | Marjorie Henderson Thelma Kingsbury | Donald C. Hume Betty Uber     |
| 1935 1948 | keine Daten     | keine Daten      | keine Daten                          | keine Daten                         | keine Daten                   |
| 1949      | David Choong    | Marjorie Barrett | David Choong H. S. Loveday           | Marjorie Barrett A. D. Wadsworth    | J. H. Kellett A. D. Wadsworth |
| 1950      | Tom Wingfield   | Mavis Henderson  | Ralph Nichols Barron Renton          | Betty Uber Queenie Allen            | Warwick Shute Queenie Allen   |
| 1951 1955 | keine Daten     | keine Daten      | keine Daten                          | keine Daten                         | keine Daten                   |
| 1956      | Gordon Rowlands | Betty Grace      | Dick Hashman Ronald Lockwood         | Nancy Horner Betty Grace            | Dick Hashman Nancy Horner     |
| 1957      | Gordon Rowlands | Betty Grace      | Bjørn Holst-Christensen Hugh Findlay | Tonny Petersen Sylvia Ripley        | Dick Hashman Patricia Dolan   |
| 1958      | C. E. Lawrence  | Abbie Rutledge   | C. A. Darnell C. Bartlett            | Sylvia Ripley Audrey Stone          | Ronald Lockwood Madge Alcorn  |
| 1959 1964 | keine Daten     | keine Daten      | keine Daten                          | keine Daten                         | keine Daten                   |
| 1965      | Punch Gunalan   |                  |                                      |                                     | Punch Gunalan                 |
| 1966      | Punch Gunalan   |                  |                                      |                                     | Punch Gunalan                 |
| 1967      | Punch Gunalan   |                  |                                      |                                     | Punch Gunalan                 |
| 1968 1972 | keine Daten     | keine Daten      | keine Daten                          | keine Daten                         | keine Daten                   |
| 1973      | Paul Whetnall   | Gillian Gilks    | Paul Whetnall David Hunt             | Gillian Gilks Margaret Beck         | William Kidd Barbara Giles    |
| 1974 1979 | keine Daten     | keine Daten      | keine Daten                          | keine Daten                         | keine Daten                   |
| 1980      | Steve Baddeley  | Julie McDonald   | Martin Dew Simon Wootton             | Suzanne Martin Andi Stretch         | Nigel Tier Karen Chapman      |
| seit 1981 | keine Daten     | keine Daten      | keine Daten                          | keine Daten                         | keine Daten                   |